# Kostel svatého Stanislava (Pitín)
Kostel sv. Stanislava v Pitíně na Uherskohradišťsku je jednolodní orientovaná stavba s polygonálním závěrem kněžiště a se čtyřbokou věží u vstupu. V roce 1585 jej postavili bratři Václav a Vilém Tetourové. Kostel byl v letech 1758 až 1773 rozšířen o presbytář a sakristii. Farní kostel sv. Stanislava ve své současné podobě vznikl jako novostavba v letech 1851 až 1855 přestavbou původního kostelíka. Vzhledem k vážnému poškození prodělal kostel v letech 1950 až 1951 rozsáhlou rekonstrukci, kdy byla sejmuta klenba a zmodernizován celý interiér.
Od roku 1968 je kostel kulturní památkou. Součástí areálu kostela je také kamenný kříž.

## Rekonstrukce kostela
Plány na přestavbu vypracoval architekt Jaroslav Čermák (1901–1990), který přizval ke spolupráci na novém ztvárnění interiéru malíře Miloslava Troupa (1917–1993). Ten do čistého klasicistního prostoru kostela dodal během padesátých let 20. století obrazy křížové cesty, nástěnnou malbu a návrhy na čtyři vitrážová okna do presbytáře, na výzdobu svatostánku a dvanáct svícnů na hlavním oltáři.[zdroj?]

## Zařízení kostela

### Křížová cesta
Křížovou cestu tvoří 14 zastavení, umístěných po obvodu lodi kostela. Jejich kompozici určuje černá, výrazná lineární kresba, již doplňují zářivé plochy jasných barev. Takto pomalovaná skla jsou podlepená zlatou fólií, která prosvítá v místech nepokrytých barvou. Zlaté pozadí odkazuje na gotické deskové obrazy, navíc i v barevném a světelném provedení jednotlivých sklomaleb lze nalézt jistou symboliku. Prvních deset zastavení září jasnými světlými barvami, kdežto u posledních čtyř obrazů (Přibíjení Krista na kříž, Ukřižování, Pieta a Kladení do hrobu) se barevnost proměňuje a výrazně ztemňuje. Autorem křížové cesty je malíř, grafik a ilustrátor Miloslav Troup.

### Realizace v prostoru presbytáře
Jedná se o čtyři okna složená z nepravidelných různobarevných polí, která osvětlují kněžiště. Mezi barevnými okny na čelní stěně presbytáře je rozměrný nástěnný obraz (600 x 190 cm) od Miloslava Troupa. Ústřední motiv malby znázorňuje stylizovanou berlu s trny a kapkami krve připomínajícími Kristovu trnovou korunu. Motiv biskupské berly odkazuje na pitínského rodáka a tehdejšího arcibiskupa Josefa Karla Matochu (1888–1961), který opravený kostel 25. listopadu 1951 posvětil. Nástěnný obraz původně doplňovala výmalba okolních omítek téhož autora, která však během pozdějších úprav zanikla.

### Hlavní oltář
Ústřední místo kostela tvoří mramorová menza, na níž stoji měděný svatostánek s baldachýnem pro dřevěný oltářní kříž. Podle předlohy Miloslava Troupa je na baldachýnu rytý symbol obětního kouře a na dvířkách svatostánku zlatá dekorace podobající se zářícímu slunci. Trojúhelníkovitá kovová křídla po stranách svatostánku zdobí polodrahokamy podobně jako dvanáct měděných svícnů umístěných na menze.

### Fotogalerie

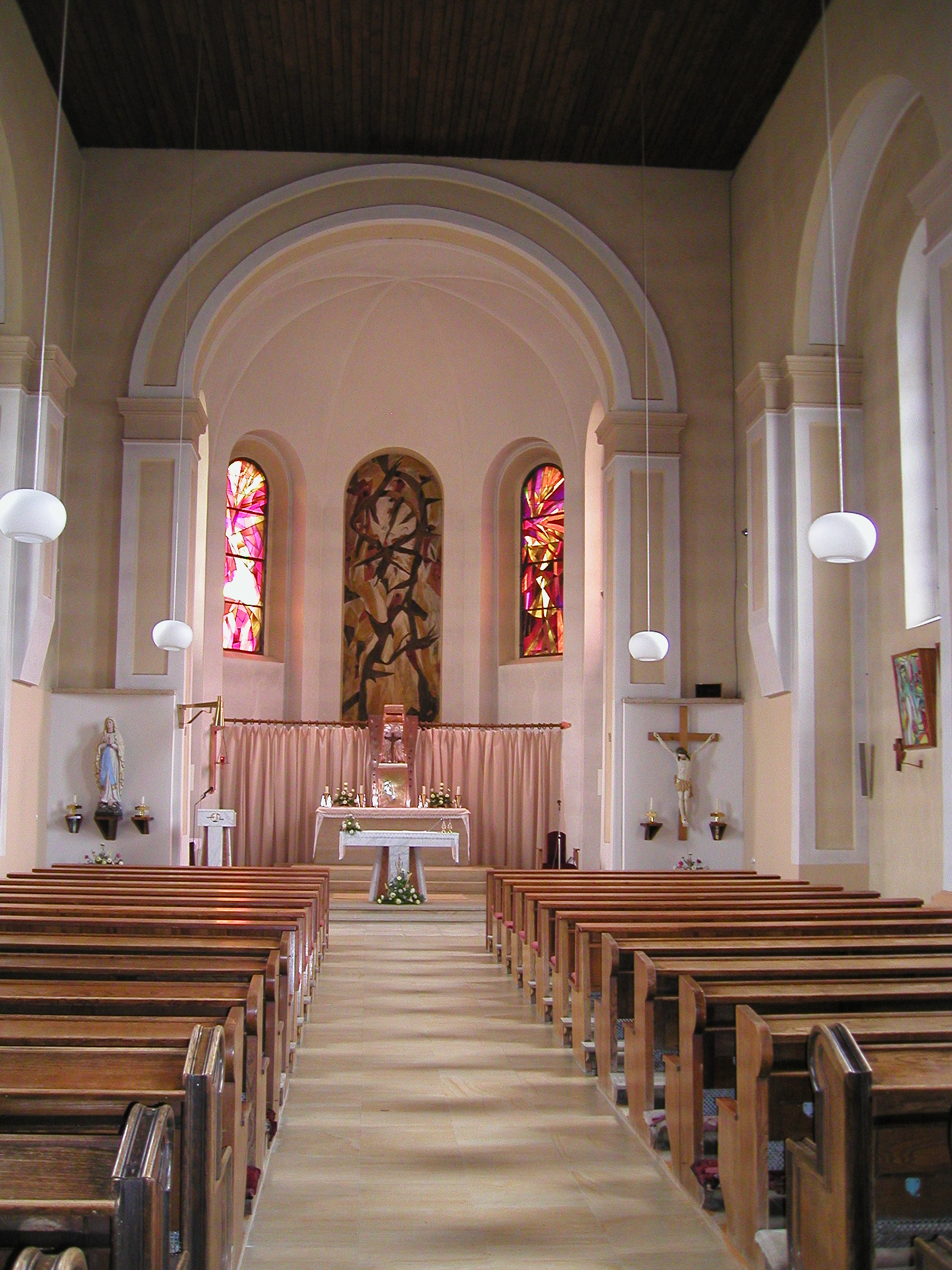
Průhled kostelem do presbytáře. Na oltářem je nástěnný obraz, po stranách dvě z celkem čtyř vitrážových oken
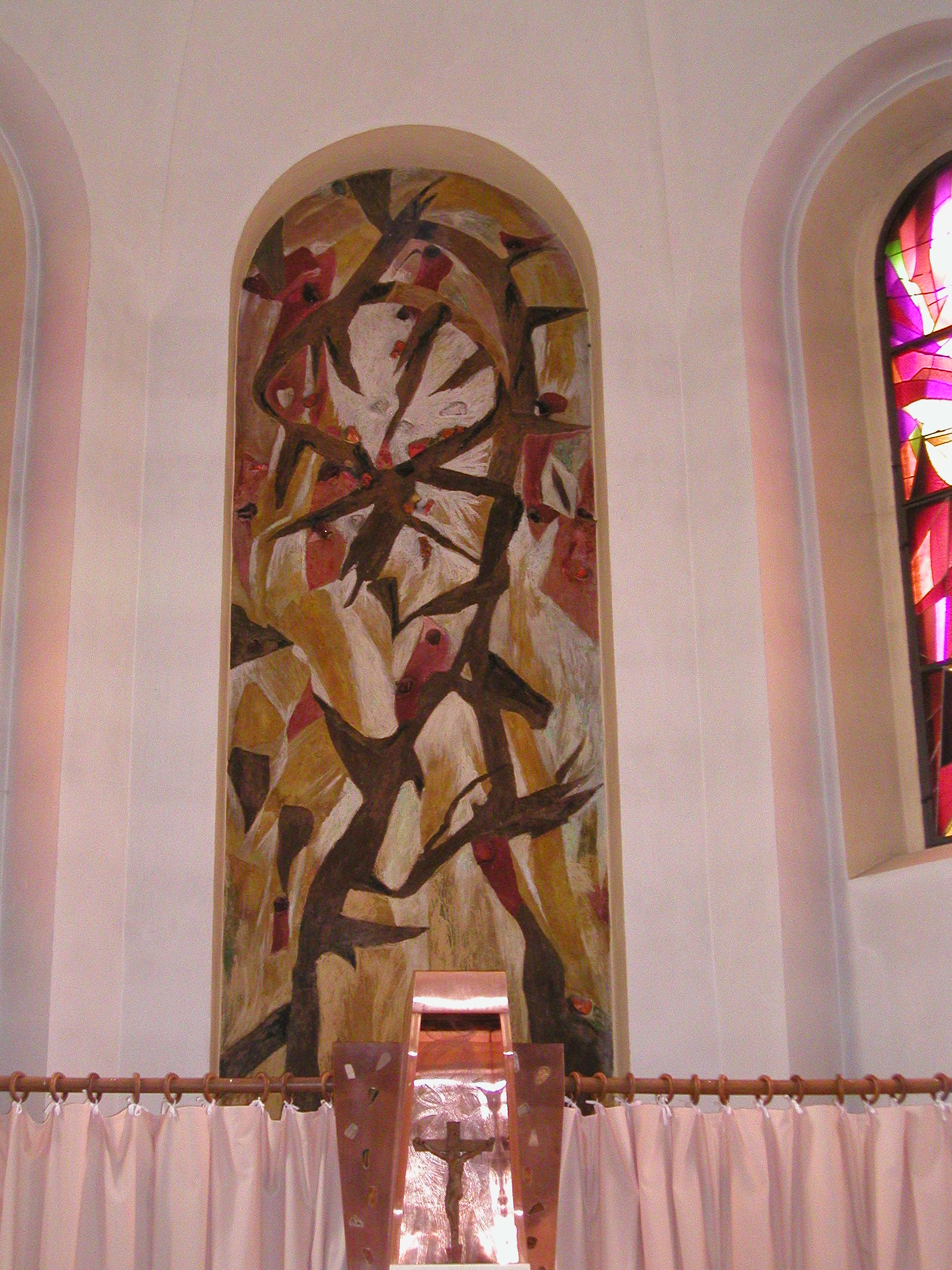
Obraz na oltářem, jež znázorňuje stylizovanou berlu s trny a kapkami krve připomínajícími Kristovu trnovou korunu
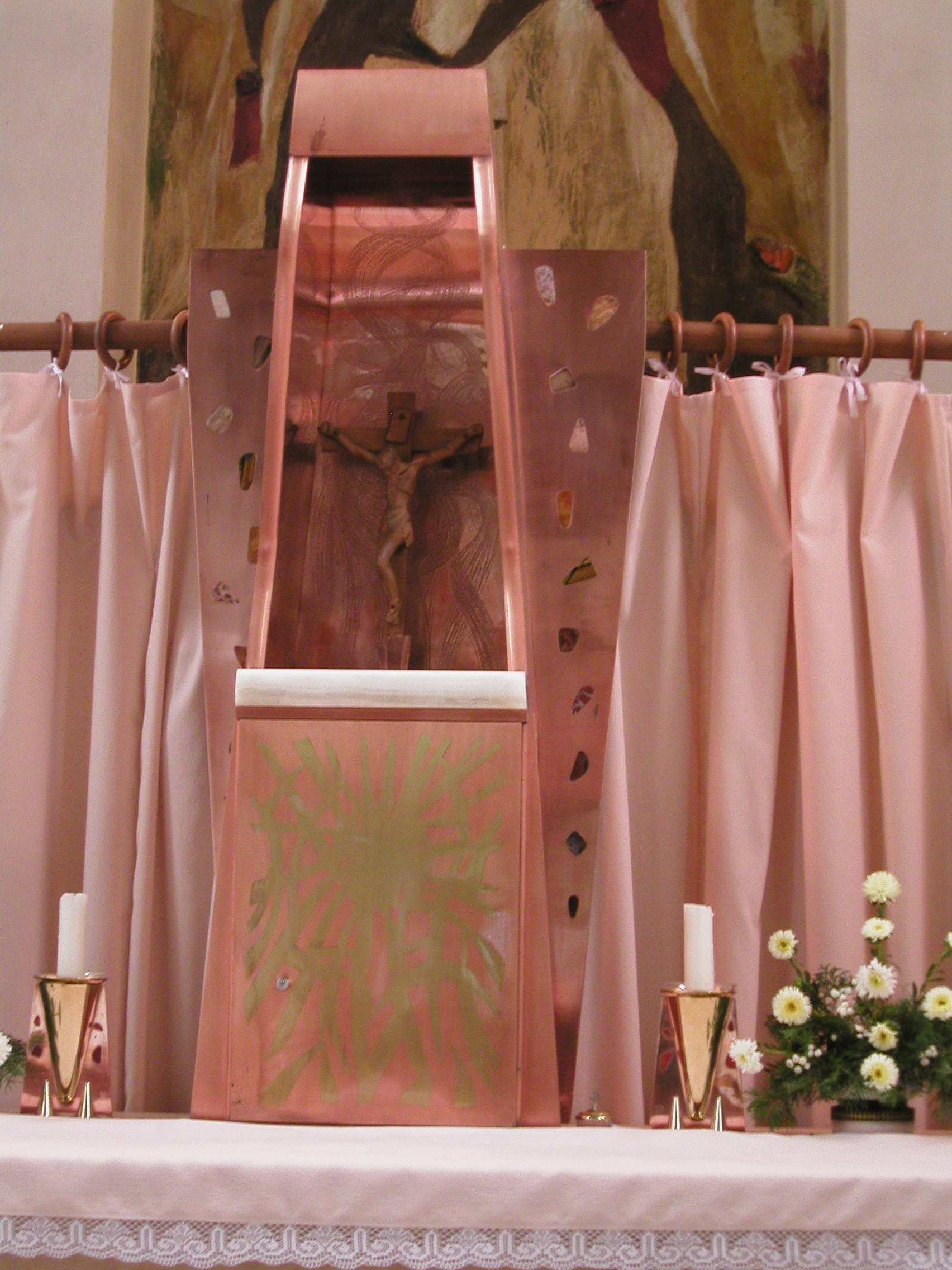
Hlavní oltář – mramorová menza, na níž stoji měděný svatostánek s baldachýnem pro dřevěný oltářní kříž